# Louis Tiercelin
Louis Tiercelin (Rennes, 18 septembre 1846 - Paramé, 7 rue Gustave Flaubert, 1er juin 1915), est un écrivain, poète et dramaturge français. 

## Parcours
Il débute à 18 ans avec deux comédies au théâtre de Rennes. Il fonde et dirige un temps le journal La Jeunesse. En 1889 il publie avec Guy Ropartz Le Parnasse breton contemporain, une anthologie de la poésie bretonne de la 2e moitié du XIXe siècle et en octobre 1890, il fonde la revue L'Hermine, qu'il dirige pendant 22 ans et qui rassemble nombre de poètes et auteurs bretons, notamment : François-Marie Luzel, Anatole Le Braz et Charles Le Goffic.

## Œuvres
- L'Occasion fait le larron, théâtre, (1867)
- L'Habit ne fait pas le moine, théâtre, (1868)
- Les Asphodèles, poésie, (1873)
- Théâtre breton. Les fils de Jehan V, (1876)
- L'Oasis, poème, (1880, 1883)
- Les Noces du croquemort, théâtre, (1880)
- Primevère, poème, (1881)
- Marguerite d'Écosse, théâtre, (1881)
- Un voyage de noces, théâtre, (1881)
- À Corneille, poème, (1881)
- L'Heure du chocolat, théâtre, (1882)
- Corneille et Rotrou, théâtre, (1884)
- Arthur de Bretagne, théâtre, (1885)
- Amourettes, (1886)
- Les Anniversaires, poème, (1887)
- La Comtesse de Gendrelette, (1887)
- Ce qu'ils disaient! ce qu'ils font, (1888)
- Fethlène, (1888)
- Le Rire de Molière, théâtre, (1888)
- La Mort de Brizeux, poème, (1888)
- Le Parnasse breton contemporain, (avec Guy Ropartz) (1888). Texte sur Internet Archive
- Yvonne Ann Dû, poème, (1891)
- Pêcheur d'Islande, drame musical, d'après Pierre Loti, avec Guy Ropartz (musique), 1891
- Les Cloches (1891)
- Le Grand Ferré, oratorio, (1891)
- Une Soirée à l'hôtel de Bourgogne, (1892)
- La Bretagne qui croit. Pardons et pèlerinages, (1894, 1904)
- Le Diable couturier, légende bretonne en un acte, (1894)
- Trois drames en vers. (Keruzel. Le Cœur sanglant. Le Cilice), (1894)
- L'Abbé Corneille, (1895)
- À l'épreuve, opéra-comique, (1896)
- Fleurs de rêve, avec Henry de Forge (1896)
- Sur la harpe, (1897)
- Mudarra, théâtre, (1899)
- Le Sacrement de Judas, (1899)
- La Bretagne qui chante, (1903)
- La Bretagne et les pays celtiques. Bretons de lettres, (1905). Chapitre Leconte de Lisle étudiant sur wikisource
- Nominoé, théâtre, (1906)
- Mémorial des fêtes franco-canad. pour l'érection du monument de J. Cartier, Kerozur, (1905)
- La Catalane, théâtre, (1907)
- La Chanson des vieilles choses, poèmes, Paris, A. Lemerre, 1910, prix de poésie de l’Académie française 1911
- Stances à Corneille, théâtre
- Le Voisin de gauche, théâtre
- La Tulipe noire, théâtre
- Le Secret de Molière, théâtre
- Les Jongleurs de Kermartin, poème
- Dans la boutique, poème
- Ar mor, poème